# Rajon Kachowka
Der Rajon Kachowka (ukrainisch Каховський район/Kachowskyj rajon; russisch Каховский район/Kachowski rajon) ist ein ukrainischer Rajon mit etwa 200.000 Einwohnern. Er liegt in der Oblast Cherson und hat eine Fläche von 6395 km², der Verwaltungssitz befindet sich in der namensgebenden Stadt Kachowka.

## Geographie
Der Rajon liegt im Zentrum der Oblast Cherson und grenzt im Norden an den Rajon Krywyj Rih und den Rajon Nikopol (in der Oblast Dnipropetrowsk gelegen), im Nordosten an den Rajon Wassyliwka (in der Oblast Saporischschja gelegen), im Osten an den Rajon Melitopol (Oblast Saporischschja), im Südosten an den Rajon Henitschesk, im Süden an die Autonome Republik Krim, im Südwesten an den Rajon Skadowsk, im Westen an den Rajon Cherson sowie im Nordwesten an den Rajon Beryslaw.
Im Nordwesten wird er durch den Kachowkaer Stausee begrenzt.

## Geschichte
Der Rajon wurde im März 1923 gegründet, 1958 und 1965 in seinen Grenzen verändert. Am 17. Juli 2020 kam es im Zuge einer großen Rajonsreform zur Auflösung des alten Rajons und einer Neugründung unter Vergrößerung des Rajonsgebietes um die Rajone Hornostajiwka, Tschaplynka, Welyka Lepetycha und Werchnij Rohatschyk, kleine Teile des Rajons Beryslaw um Kosazke sowie den bis dahin unter Oblastverwaltung stehenden Städten Kachowka und Nowa Kachowka.

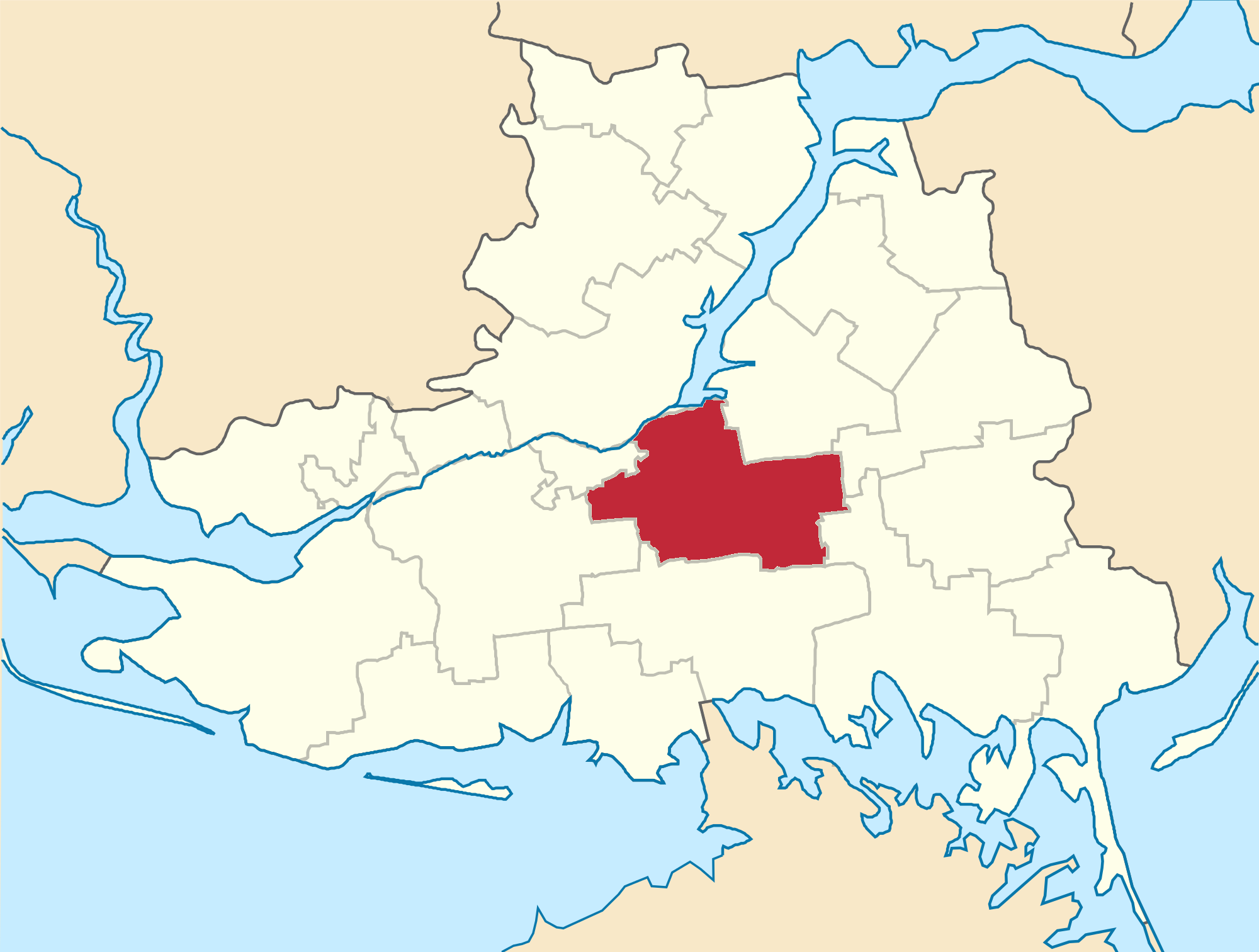
Rajon Kachowka bis Juli 2020
Rajonsgebiet ab Juli 2020

## Administrative Gliederung
Auf kommunaler Ebene ist der Rajon in 15 Hromadas (3 Stadtgemeinden, 6 Siedlungsgemeinden und 6 Landgemeinden) unterteilt, denen jeweils einzelne Ortschaften untergeordnet sind.
Zum Verwaltungsgebiet gehören:
- 3 Städte
- 8 Siedlungen städtischen Typs
- 133 Dörfer
- 18 Ansiedlungen

Die Hromadas sind im Einzelnen:
- Stadtgemeinde Kachowka
- Stadtgemeinde Nowa Kachowka
- Stadtgemeinde Tawrijsk
- Siedlungsgemeinde Askanija-Nowa
- Siedlungsgemeinde Hornostajiwka
- Siedlungsgemeinde Ljubymiwka
- Siedlungsgemeinde Tschaplynka
- Siedlungsgemeinde Welyka Lepetycha
- Siedlungsgemeinde Werchnij Rohatschyk
- Landgemeinde Chrestiwka
- Landgemeinde Kostjantyniwka
- Landgemeinde Prysywasch
- Landgemeinde Rubaniwka
- Landgemeinde Selenyj Pid
- Landgemeinde Tawrytschanka